# علم الآثار النجمي

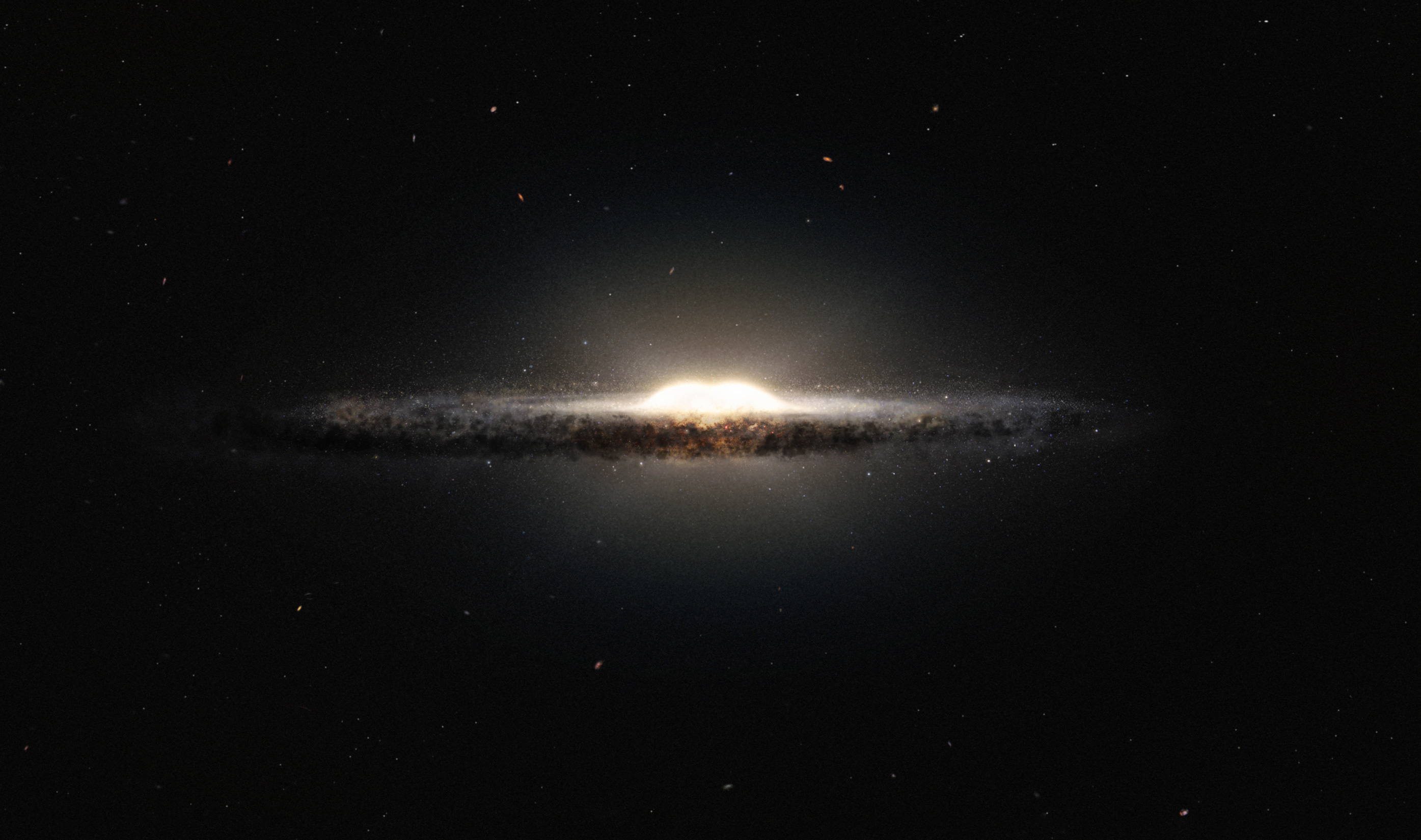
تصور الفنان لمجرة درب التبانة

علم الآثار النجمي هو دراسة التاريخ المبكر للكون، بناءً على تكوينه المبكر. من خلال فحص الوفرة الكيميائية للنجوم الأقدم في الكون: فقير المعادن، جمهرة النجوم؛ يتم الحصول على رؤى حول أسلافهم السابقة الخالية من المعادن، جمهرة النجوم. يلقي هذا الضوء على عمليات مثل تكوين النجوم المبكر، والتخليق النووي في النجوم والمستعرات الأعظمية، وعمليات تكوين الهالة المجرية اكتشف الحقل بالفعل أن مجرة درب التبانة تفكك المجرات القزمة المحيطة، مما يعطيها مظهرًا شابًا.